# Wrenbury-cum-Frith
Wrenbury-cum-Frith – wieś i civil parish w Anglii, w hrabstwie ceremonialnym Cheshire, w dystrykcie (unitary authority) Cheshire East. W 2019 miejscowość liczyła 796 mieszkańców. W 2011 roku civil parish liczyła 1181 mieszkańców.